# Chloroharpax modesta
Chloroharpax modesta es una especie de mantis de la familia Hymenopodidae. Es la única especie del género Chloroharpax

## Distribución geográfica
Se encuentra en Costa de Marfil, Ghana, Guinea,  Camerún, Congo y Nigeria.